# 楽式
楽式（がくしき、英語: musical forms、ドイツ語: Musikalische Formen）は、楽曲の形式のことである。楽式を論ずる学問のことを楽式論と呼ぶ。
動機や主題といったミクロ的視点による形式と、交響曲などのマクロ的な視点による形式がある。

## 文献
- 石桁真礼生「楽式論」
- 島岡譲「和声と楽式のアナリーゼ」
- 門馬直衛「音楽形式」
- シュテファン・クレール（訳: 信時潔、片山頴太郎）「楽式論」
- 下総皖一「楽式論並びに楽曲解剖」「楽式論新書」
- 貴島清彦「楽式論」
- 諸井三郎「楽式の研究」（全5巻）
- 属啓成「音楽形式の基礎」
- 伊藤義雄「楽式論」
- 上田昭「音楽形式」